# Troy (Ohio)
Troy es una ciudad ubicada en el condado de Miami en el estado estadounidense de Ohio. En el Censo de 2010 tenía una población de 25058 habitantes y una densidad poblacional de 810,23 personas por km².

## Geografía
Troy se encuentra ubicada en las coordenadas 40°2′28″N 84°13′21″O / 40.04111, -84.22250. Según la Oficina del Censo de los Estados Unidos, Troy tiene una superficie total de 30.93 km², de la cual 30.36 km² corresponden a tierra firme y (1.83%) 0.57 km² es agua.

## Demografía
Según el censo de 2010, había 25058 personas residiendo en Troy. La densidad de población era de 810,23 hab./km². De los 25058 habitantes, Troy estaba compuesto por el 90.11% blancos, el 4.22% eran afroamericanos, el 0.2% eran amerindios, el 2.45% eran asiáticos, el 0% eran isleños del Pacífico, el 0.62% eran de otras razas y el 2.4% pertenecían a dos o más razas. Del total de la población el 1.82% eran hispanos o latinos de cualquier raza.